# Mehli Mehta
Mehli Mehta (Mumbai, 25 settembre 1908 – Santa Monica, 19 ottobre 2002) è stato un violinista e direttore d'orchestra indiano padre del direttore d'orchestra Zubin Mehta e del manager Zarin Mehta.

## Biografia
L'interesse di Mehli Mehta per la musica inizia a Bombay, attuale Mumbai, in India, dove nacque nel 1908. Come violinista fu ispirato e subì l'influenza di Jascha Heifetz. Nel 1935 fondò la Bombay Symphony Orchestra, dove suonò come violino di spalla fino al 1945, quando ne divenne, fino al 1955, il Direttore Musicale. Nel 1940 fondò il Bombay String Quartet. Passò cinque anni a New York a studiare con l'eminente pedagogo Ivan Galamian, e si diplomò alla University of Bombay e al Trinity College of Music di Londra.
Nel 1955 si trasferì in Inghilterra, dove fu per cinque anni concertino e violino di spalla nella Halle Orchestra di Manchester, sotto la direzione di Sir John Barbirolli.
Nel 1959 entrò a far parte del Curtis Quartet di Philadelphia, suonando in tutti gli Stati Uniti d'America nei successivi cinque anni. Successivamente si trasferì a Los Angeles, dove fu nominato direttore del Dipartimento d'orchestra della UCLA dal 1964 al 1976.
Nei suoi primi due mesi a Los Angeles, organizzò la American Youth Symphony, con gli studenti di tutte le Università di Los Angeles. Sotta la sua appassionata direzione, questa compagine è cresciuta fino a contare 110 giovani musicisti, con età fra i 16 e i 25 anni. Mehli Mehta ha diretto le prime 31 stagioni dell'Orchestra.
Ebbe un grande successo nelle sue apparizioni come direttore della Philadelphia Orchestra nel 1978, 1980, 1982 e 1984. Inoltre, ha diretto a Berlino, Tokyo, Yokohama, Gerusalemme, San Antonio, Grand Rapids, Milwaukee, Miami, Porto Rico, Rhode Island, Jacksonville, Memphis, Ashland e Eugene, così come la Israel Sinfonietta e orchestre in Venezuela e Brasile.